# Forbach (Baden-Württemberg)
Forbach è un comune tedesco di 5 589 abitanti, situato nel land del Baden-Württemberg.